# Аерокосмонавтика

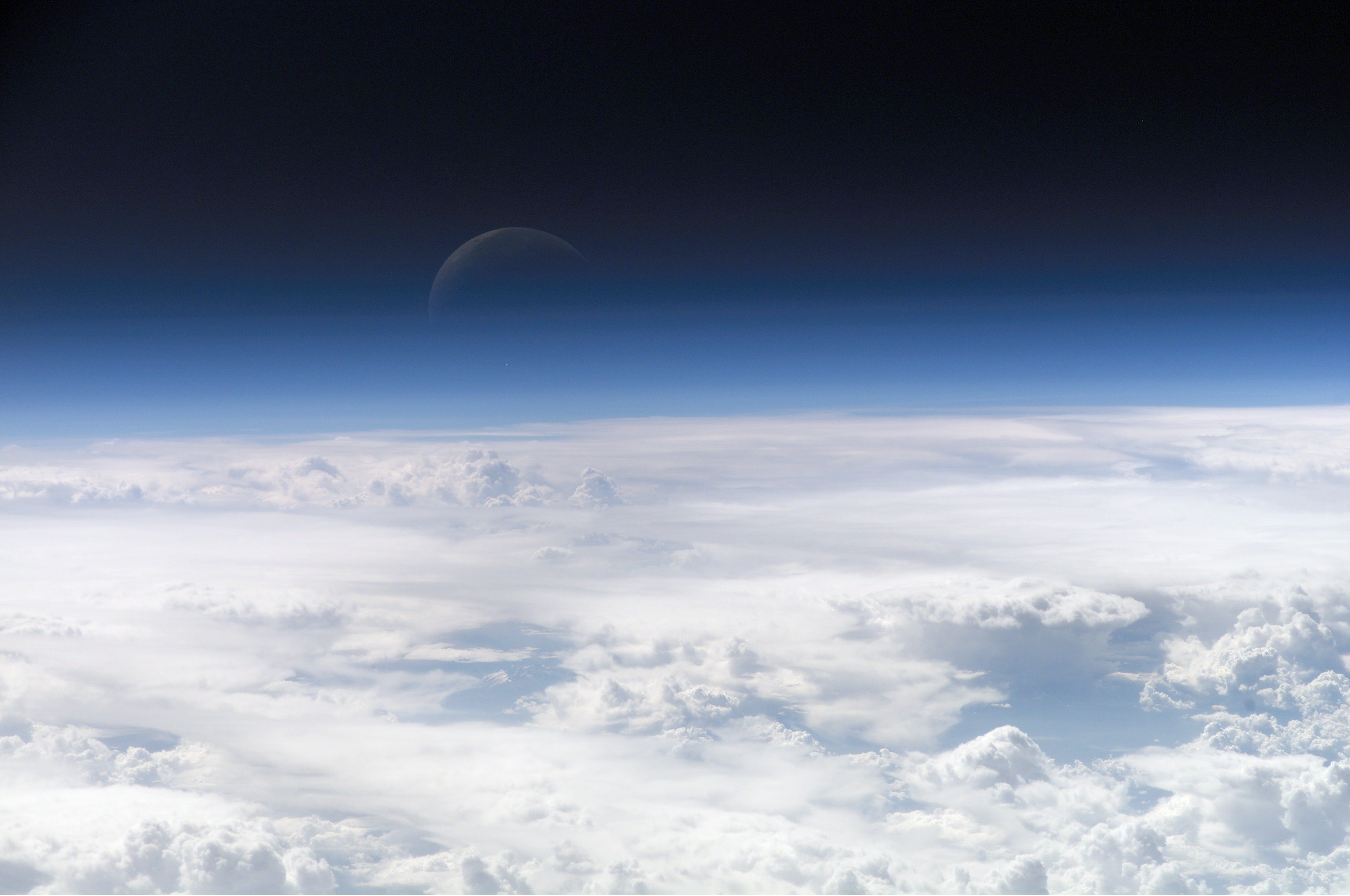
Вид на атмосферу Землі з Місяцем за її межами.

Аерокосмонавтика, також Аерокосмічний простір — це термін, який вживають для спільного позначення атмосфери та космічного простору. Аерокосмічна діяльність дуже різноманітна, має безліч комерційних, промислових і військових застосувань. Аерокосмічна інженерія складається з аеронавтики та космонавтики. Аерокосмічні організації досліджують, проєктують, виробляють, експлуатують або обслуговують літальні та космічні кораблі.
Початок космосу та кінець повітря вважаються 100 км (62 милі) над землею згідно з фізичним поясненням того, що тиск повітря занадто низький, щоб тіло, що піднімається, могло створити значну підйомну силу, не перевищуючи орбітальної швидкості
.

## Загальне уявлення
У більшості індустріальних країн аерокосмічна промисловість є співпрацею державного та приватного секторів. Наприклад, кілька штатів мають цивільну космічну програму, яка фінансується урядом, як-от Національне управління з аеронавтики та дослідження космічного простору в Сполучених Штатах, Європейське космічне агентство в Європі, Канадське Аерокосмічне Агентство в Канаді, Індійська організація космічних досліджень в Індії, Aerospace Exploration Агентство в Японії Японія, Держа́вна корпора́ція з космі́чної дія́льності «Роскосмос» в Росії, Національне космічне управління Китаю в Китаї, SUPARCO в Пакистані, Іранське космічне агентство в Ірані та Корейський інститут аерокосмічних досліджень у Південній Кореї.
Поряд із цими публічними космічними програмами багато компаній виробляють технічні засоби та компоненти, такі як космічні кораблі та супутники. Деякі відомі компанії, які беруть участь у космічних програмах, включають Boeing, Cobham, Airbus, SpaceX, Lockheed Martin, United Technologies, MDA та United Technologies. Ці компанії також залучені в інших сферах аерокосмічної галузі, наприклад, у будівництві літаків.

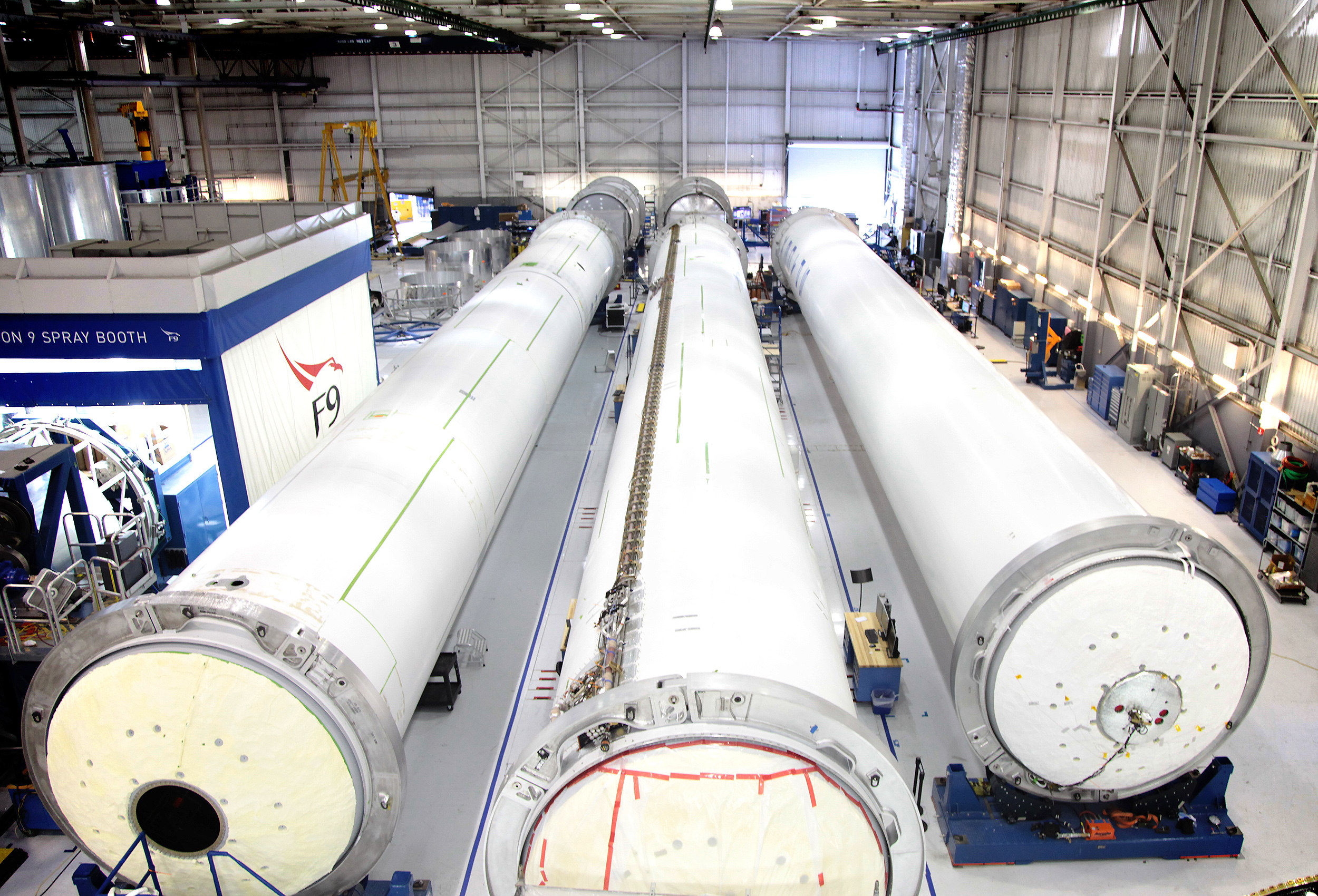
Циліндричні секції ракети-носія будуються на об’єкті SpaceX.

## Історія
Сучасна аерокосмічна авіація почалася з інженера Джорджа Кейлі в 1799 році. Кейлі запропонував літальний апарат із «фіксованим крилом і горизонтальним і вертикальним оперенням», що визначило характеристики сучасного літака.
У 19 столітті було створено Аеронавтичне товариство Великої Британії (1866), Американське ракетобудівне товариство та американський інститут аеронавтики і астронавтики, які зробили аеронавтику серйознішою науковою дисципліною. Літачі, такі як Отто Лілієнталь, який представив вигнуті аеродинамічні профілі в 1891 році, використовували планери для аналізу аеродинамічних сил. Брати Райт зацікавилися творчістю Лілієнталя і прочитали кілька його публікацій. Вони також знайшли натхнення в Октав Шанют, льотчик і автор Прогресу в літальних машинах (1894). Це була попередня робота Кейлі, Лілієнталя, Шанута та інших ранніх аерокосмічних інженерів, яка привела до того, що 17 грудня 1903 року брати Райт здійснили перший безперервний політ на двигуні в Кітті Хоук, Північна Кароліна.
Війна та наукова фантастика надихнули вчених та інженерів, таких як Костянтин Ціолковський і Вернер фон Браун, на політ за межі атмосфери. Друга світова війна надихнула Вернера фон Брауна на створення ракет V1 і V2.
Запуск «Супутника-1» у жовтні 1957 року поклав початок космічній ері, а 20 липня 1969 року «Аполлон-11» здійснив першу пілотовану посадку на Місяць. У квітні 1981 року стартував шаттл «Колумбія», що поклало початок регулярним виходам людини на орбіту. Тривала присутність людини в орбітальному космосі почалася з «Миру» в 1986 році і продовжується «Міжнародною космічною станцією». Космічна комерціалізація та космічний туризм — новітні особливості аерокосмічної галузі.

## Виробництво
Аерокосмічне виробництво — це високотехнологічна галузь, яка виробляє «літаки, керовані ракети, космічні апарати, авіаційні двигуни, силові установки та супутні частини». Більшість галузі орієнтована на державну роботу. Для кожного виробника оригінального обладнання (OEM) уряд США присвоїв код комерційної та державної організації (CAGE). Ці коди допомагають ідентифікувати кожного виробника, ремонтні підприємства та інших важливих постачальників післяпродажного обслуговування в аерокосмічній галузі.